# I Fagiolini
I Fagiolini (italienisch für „Die Böhnchen“) sind ein britisches Vokalensemble, das auf alte und zeitgenössische Musik spezialisiert ist. Gegründet 1986 von Robert Hollingworth in Oxford, gewann die Gruppe 2006 den Royal Philharmonic Society Award als Ensemble of the Year. Sie hat sich durch ungewöhnliche Musikpräsentationen, insbesondere in John La Bouchardières Film The Full Monteverdi, international einen Ruf erworben, und nahm verschiedene CDs sowie eine DVD mit Orazio Vecchis L’Amfiparnaso mit Simon Callow auf.